# Kulabend
Kulabend (azerbajdzjanska: Quləbənd) är en ort i Azerbajdzjan.   Den ligger i distriktet Ujar Rayonu, i den centrala delen av landet, 180 km väster om huvudstaden Baku. Kulabend ligger 11 meter över havet och antalet invånare är 1 077.
Terrängen runt Kulabend är mycket platt, och sluttar söderut. Närmaste större samhälle är Geoktschai, 19,0 km norr om Kulabend.
Trakten runt Kulabend består till största delen av jordbruksmark. Runt Kulabend är det ganska tätbefolkat, med 80 invånare per kvadratkilometer.